# Атанесов
Атанесов (арм. Աթանեսով) — русифицированная фамилия армянского происхождения, вариант фамилии Атанесян. Образована от армянского имени Атанес (Атанас), которое значит «дыхание странствий». Русская форма фамилии возникла в период вхождения Восточной Армении в состав России, в связи с чем встречается в основном на постсоветском пространстве.
Среди известных носителей — советский и российский джазовый музыкант Рудольф Левонович Атанесов (1938—2013).